# Hubert Gouze

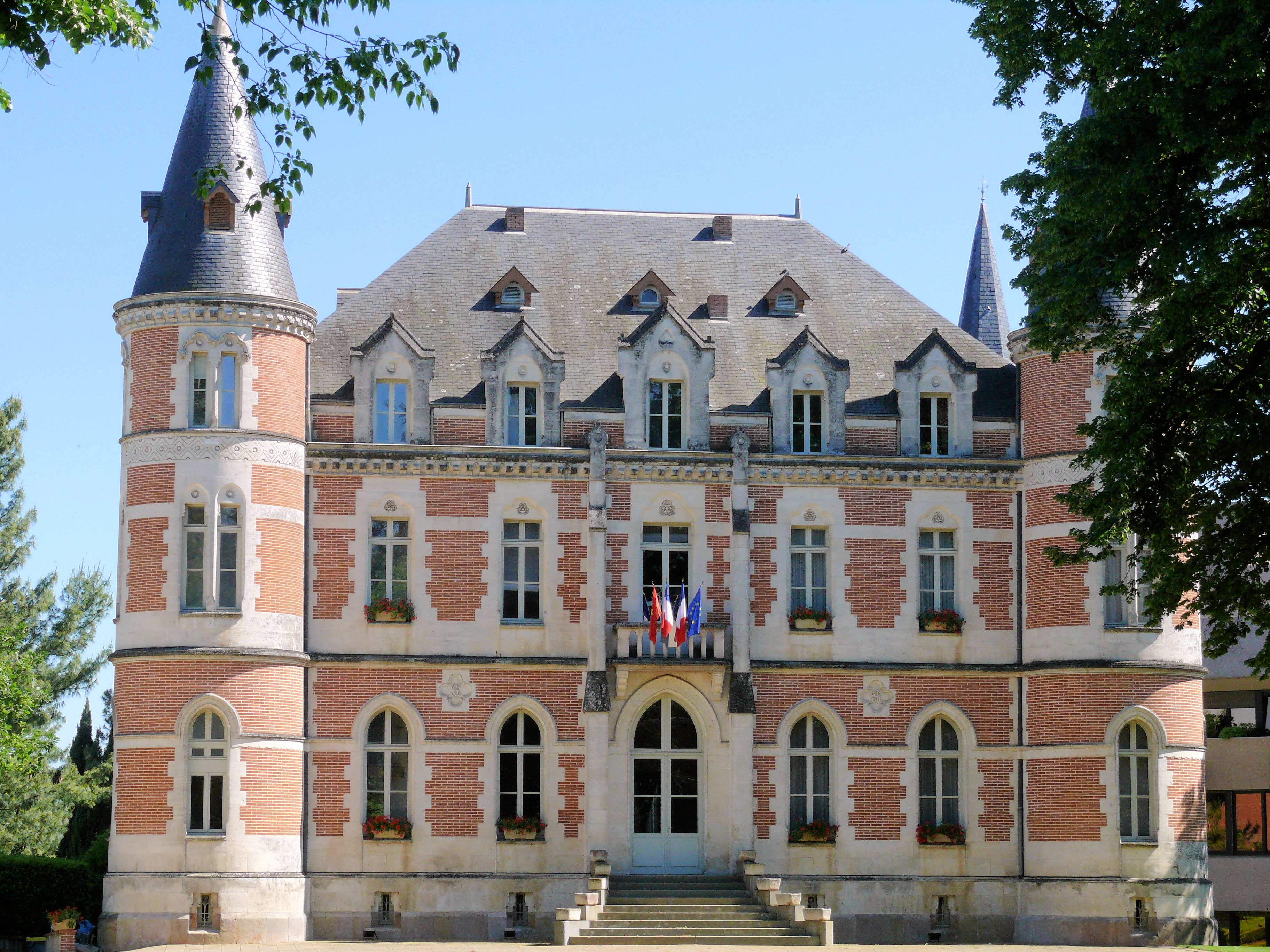
Het Château de Montauriol, waar het toerismekantoor van de stad Montauban is gevestigd, ligt op de Boulevard Hubert Gouze 100

Hubert Gouze (Toulouse, 19 mei 1938 - Montauban, 20 augustus 1994) was een Frans politicus van de Parti Socialiste.
Hij was een zoon van de socialistische politicus Raoul Gouze en Simone Lombard. Hij was de oudste van drie zonen en volgde een lerarenopleiding.
Gouze zetelde van 1981 tot 1993 onafgebroken in de Assemblée nationale namens Tarn-et-Garonne. Hij werd herkozen in 1986 en 1988. Hij was van 1983 tot zijn dood in 1994 burgemeester van Montauban. Hij werd een eerste keer verkozen in 1983 als leider van de Union de la Gauche en hij werd herkozen in 1989. Hij werd opgevolgd als burgemeester door zijn eerste schepen of wethouder (premier adjoint) Roland Garrigues.
De Boulevard Hubert Gouze in Montauban werd naar hem genoemd.